# Non è detto
Non è detto è un singolo della cantante italiana Laura Pausini, pubblicato il 26 gennaio 2018 come primo estratto dal tredicesimo album in studio Fatti sentire.

## Descrizione
Il brano è stato scritto interamente da Niccolò Agliardi, mentre la musica è stata realizzata da Pausini stessa insieme a Gianluigi Fazio e Edwyn Roberts.

## Promozione
La data di uscita del singolo è stata annunciata il 10 gennaio 2018 dalla cantante attraverso la rete sociale.
Laura Pausini interpreta Non è detto per la prima volta dal vivo il 10 febbraio 2018 nella serata finale del Festival di Sanremo, dove l'artista ha presenziato in qualità di ospite. In realtà avrebbe dovuto essere presente nella prima serata, il 6 febbraio, ma a causa di una laringite è stata costretta a rimandare e a partecipare telefonicamente.

## Video musicale
Il videoclip, diretto da Gaetano Morbioli per Run Multimedia e girato a novembre 2017 sulla spiaggia nera di Maratea, ha come protagonisti la cantante e l'attore Cristiano Caccamo.
Viene presentato e trasmesso in anteprima da Vincenzo Mollica e Laura Pausini su Rai 1 nella serata del 25 gennaio 2018 dopo il TG1 e reso disponibile il giorno successivo sul canale YouTube della Warner Music Italy. Il 16 marzo 2018, lo stesso giorno della pubblicazione dell'album Fatti sentire viene reso disponibile il video backstage di Non è detto sul sito internet del quotidiano Corriere della Sera.
Il video ha in seguito ricevuto una candidatura ai Rockol Awards 2018 nella categoria Miglior video italiano.

## Tracce
Download digitale
1. Non è detto – 3:27 (testo: Niccolò Agliardi – musica: Laura Pausini, Gianluigi Fazio, Edwyn Roberts)

CD Single Promo
1. Non è detto – 3:27 (testo: Niccolò Agliardi – musica: Laura Pausini, Gianluigi Fazio, Edwyn Roberts)

1. Nadie ha dicho – 3:27 (testo: Niccolò Agliardi – musica: Laura Pausini, Gianluigi Fazio, Edwyn Roberts)

1. Instrumental – 3:27 (testo: Niccolò Agliardi – musica: Laura Pausini, Gianluigi Fazio, Edwyn Roberts)

## Pubblicazioni
Non è detto viene inserita in una versione Live (video) nel DVD di Fatti sentire ancora/Hazte sentir más del 2018. Sempre nello stesso anno viene pubblicata su CD singolo (500 copie) insieme alla versione spagnola e a quella strumentale commercializzato solo attraverso il FanClub Ufficiale Laura4U dell'artista, in collaborazione con Warner Music Italy.
Non è detto e Nadie ha dicho (insieme alla versione strumentale) vengono pubblicati nel box The Singles Collection - Volume 1 edito dalla Atlantic Records nel 2019, commercializzato attraverso il fan club ufficiale dell'artista Laura4u.

## Classifiche

### Classifiche settimanali
| Classifica (2018) | Posizione massima |
| ----------------- | ----------------- |
| Belgio (Vallonia) | 87                |
| Italia            | 7                 |
| Svizzera          | 32                |

## Nadie ha dicho
In contemporanea all'uscita di Non è detto, Laura Pausini ha pubblicato la corrispettiva versione tradotta in lingua spagnola, Nadie ha dicho. Tale versione è il primo singolo estratto dal Hazte sentir (versione spagnola di Fatti sentire).
Nadie ha dicho è stata presentata per la prima volta il 22 febbraio 2018 presso l'American Airlines Arena di Miami alla cerimonia del Premio Lo Nuestro dove l'artista ha preso parte in qualità di ospite.

### Video musicale
Il videoclip è stato diretto da Gaetano Morbioli ed è lo stesso della versione in lingua italiana.

### Tracce
1. Nadie ha dicho – 3:27 (testo: Niccolò Agliardi – adattamento spagnolo: Laura Pausini – musica: Laura Pausini, Gianluigi Fazio, Edwyn Roberts)

### Classifiche
| Classifica (2018)               | Posizione massima |
| ------------------------------- | ----------------- |
| Cile                            | 46                |
| Spagna                          | 9                 |
| Stati Uniti (latin pop digital) | 21                |

## Nadie ha dicho(Remix)
Il gruppo cubano Gente de Zona ha realizzato una versione latina di Nadie ha dicho e l'ha proposta alla cantante italiana, che ha accettato di duettare con il duo, pubblicando la versione reggaeton come singolo il 9 marzo 2018. Il brano è stato eseguito per la prima volta dal vivo il 26 giugno al Coliseo de la Ciudad Deportiva di L'Avana, dove Laura Pausini è stata ospite del concerto di Gente de Zona, con la presenza di oltre 250.000 persone, esibendosi per la prima volta nella sua carriera a Cuba.

### Video musicale
Il videoclip è stato diretto da Leandro Manuel Emede e girato a Miami con la presenza di elementi utilizzati nel video originale della ballata e pubblicato il 10 marzo 2018 sul canale YouTube della Warner Music Italy, riscuotendo subito successo.

### Tracce
1. Nadie ha dicho (feat. Gente de Zona) – 3:38 (testo: Niccolò Agliardi – adattamento spagnolo: Laura Pausini - Gente de Zona – musica: Laura Pausini, Gianluigi Fazio, Edwyn Roberts, Gente de Zona)

### Pubblicazioni
Il brano finora mai inciso su supporto fisico viene pubblicato sulla riedizione dell'album intitolata Hazte sentir màs uscito il 7 dicembre 2018 in Spagna e in America Latina, sia la versione studio (CD) che quella dal vivo solista (Medley Reggaeton) (DVD); quest'ultima anche su Fatti sentire ancora (DVD).